# Chapelon
Chapelon is een gemeente in het Franse departement Loiret (regio Centre-Val de Loire) en telt 234 inwoners (1999). De plaats maakt deel uit van het arrondissement Montargis.

## Geografie
De oppervlakte van Chapelon bedraagt 6,5 km², de bevolkingsdichtheid is 36,0 inwoners per km².
De onderstaande kaart toont de ligging van Chapelon met de belangrijkste infrastructuur en aangrenzende gemeenten.

## Demografie
Onderstaande figuur toont het verloop van het inwonertal (bron: INSEE-tellingen).